# 王鴻儀
王鴻儀（？—1826年），字雲衢，直隸省天津府天津縣人。清朝軍事將領、武進士。
嘉慶五年，武舉中試。嘉慶六年，登武進士，授藍翎侍衛。嘉慶十一年，授四川提標右營遊擊。嘉慶十六年，署維州協副將，此後歷任成都府城守營參將、提標中營參將、城守營參將、夔州協副將、會川營參將。嘉慶二十年，任建昌越嶲營參將，后署軍標中軍副將、維州協副將、夔州協副將。嘉慶二十五年，任綏定協副將。道光三年，改陝西宜君營參將。道光五年，改烏魯木齊提標中軍參將。道光六年，授雲騎尉。